# Gekorrelde lantaarnhaai
De gekorrelde lantaarnhaai (Centroscyllium granulatum) is een vis uit de familie Etmopteridae (volgens oudere inzichten de familie Dalatiidae) en behoort in elk geval tot de orde van doornhaaiachtigen (Squaliformes). De weinige gevangen gekorrelde lantaarnhaaien hadden een lengte van maximaal 61,5 cm.

## Leefomgeving
De gekorrelde lantaarnhaai is een zoutwatervis. De vis is endemisch voor de kust van Chili waar vangsten zijn gedaan op een diepte van 448 m. Gerapporteerde vangsten uit 1984 rond de Falklandeilanden (die ook nog op het verspreidingskaartje staan) blijken onjuist. Over de ecologie en verspreiding van de gekorrelde lantaarnhaai is feitelijk heel weinig bekend.